# Johann Heermann (Politiker)
Johann Heermann (* 19. August 1897 in Spahn; † 28. August 1976 in Sögel) war ein deutscher Politiker (CDU).
Heermann besuchte zunächst die Volksschule erhielt jedoch später Privatunterricht. Letztlich besucht er die Landwirtschaftsschule. Von 1945 bis 1949 wurde er zum Bürgermeister seiner Heimatgemeinde gewählt. Ferner wurde er Mitglied des ernannten und später des gewählten Kreistages des Landkreises Aschendorf-Hümmling. Im Jahr 1947 wurde er Landrat des Landkreises und behielt dieses Amt bis November 1956.
Ferner war er in der zweiten Wahlperiode Mitglied des Niedersächsischen Landtages zwischen dem 6. Mai 1951 und dem 5. Mai 1955. 

## Quelle
- Barbara Simon: Abgeordnete in Niedersachsen 1946–1994. Biographisches Handbuch. Hrsg. vom Präsidenten des Niedersächsischen Landtages. Niedersächsischer Landtag, Hannover 1996, S. 146.

| Personendaten    | Personendaten                  |
| ---------------- | ------------------------------ |
| NAME             | Heermann, Johann               |
| KURZBESCHREIBUNG | deutscher Politiker (CDU), MdL |
| GEBURTSDATUM     | 19. August 1897                |
| GEBURTSORT       | Spahn                          |
| STERBEDATUM      | 28. August 1976                |
| STERBEORT        | Sögel                          |